# Luvale (langue)
Cet article concerne la langue luvale. Pour le peuple luvale, voir Luvale (peuple).
Le luvale est la langue bantoue parlée comme langue maternelle par les Luvales. Elle est parlée par plus de 640 000 personnes, principalement en Angola mais aussi en Zambie.